# تسليمة نسرين
تسليمة نسرين مواليد 25 أغسطس 1962، كاتبة تحمل الجنسية السويدية من أصل بنغلاديشي وطبيبة سابقة، عاشت في المنفى منذ عام 1994. بدأت بكتابة الشعر في أواخر ثمانينيات القرن العشرين، لكنها حصلت على شهرة عالمية بحلول نهاية القرن العشرين بسبب مقالاتها ورواياتها التي ناصرت فيها المرأة وانتقاد الأديان بشكل عام ونقد الإسلام بشكل خاص بعد ارتدادها من الإسلام.
منذ أن غادرت بنغلاديش في 1994 بسبب تلقيها مكالمات تهديد، عاشت تسليمة في عدة دول؛ في حزيران (يونيو) 2011، عاشت تسليمة في نيو دلهي. تعمل تسليمة على بناء مفاهيم الإنسانية العلمانية، حرية الفكر، المساواة أمام القانون، وحقوق الإنسان عن طريق النشر وإلقاء المحاضرات والحملات التثقيفية.